# Fégréac
Fégréac (bretonisch: Fegerieg) ist eine französische Kleinstadt mit 2.257 Einwohnern (Stand: 1. Januar 2022) im Département Loire-Atlantique in der Region Pays de la Loire. Sie gehört zum Arrondissement Châteaubriant-Ancenis und zum Kanton Pontchâteau. Die Einwohner werden Fégréacais(es) genannt.

## Geografie
Die Kleinstadt Fégréac liegt an der Grenze zum Département Morbihan, sieben Kilometer südlich von Redon und etwa 75 Kilometer nördlich von Nantes. Der Fluss Vilaine begrenzt Fégréac im Westen und Nordwesten, im Süden der Isac und der Canal de Nantes à Brest. Umgeben wird Fégréac von den Nachbargemeinden Saint-Nicolas-de-Redon im Norden, Avessac im Nordosten, Plessé im Osten und Südosten, Guenrouet im Südosten, Sevérac im Süden, Théhillac im Südwesten sowie Rieux im Westen. Durch die Gemeinde führt die frühere Route nationale 164.

## Bevölkerungsentwicklung
| Jahr                       | 1962 | 1968 | 1975 | 1982 | 1990 | 1999 | 2006 | 2015 | 2022 |
| Einwohner                  | 1890 | 1835 | 1714 | 1752 | 1874 | 1994 | 2131 | 2440 | 2257 |
| Quellen: Cassini und INSEE |      |      |      |      |      |      |      |      |      |

## Sehenswürdigkeiten
- Kirche Saint-Méréac
- Kapelle Saint-Jacques
- Kapelle Saint-Joseph
- Herrenhaus Penhouet aus dem 16. Jahrhundert
- Schloss Dréneuc
- Schloss La Touche Saint-Joseph
- Kreuz von Fégréac, Steinkreuz, Monument historique seit 1951
- Étang Aumée
- Schleuse in Le Bellion
- Mühle

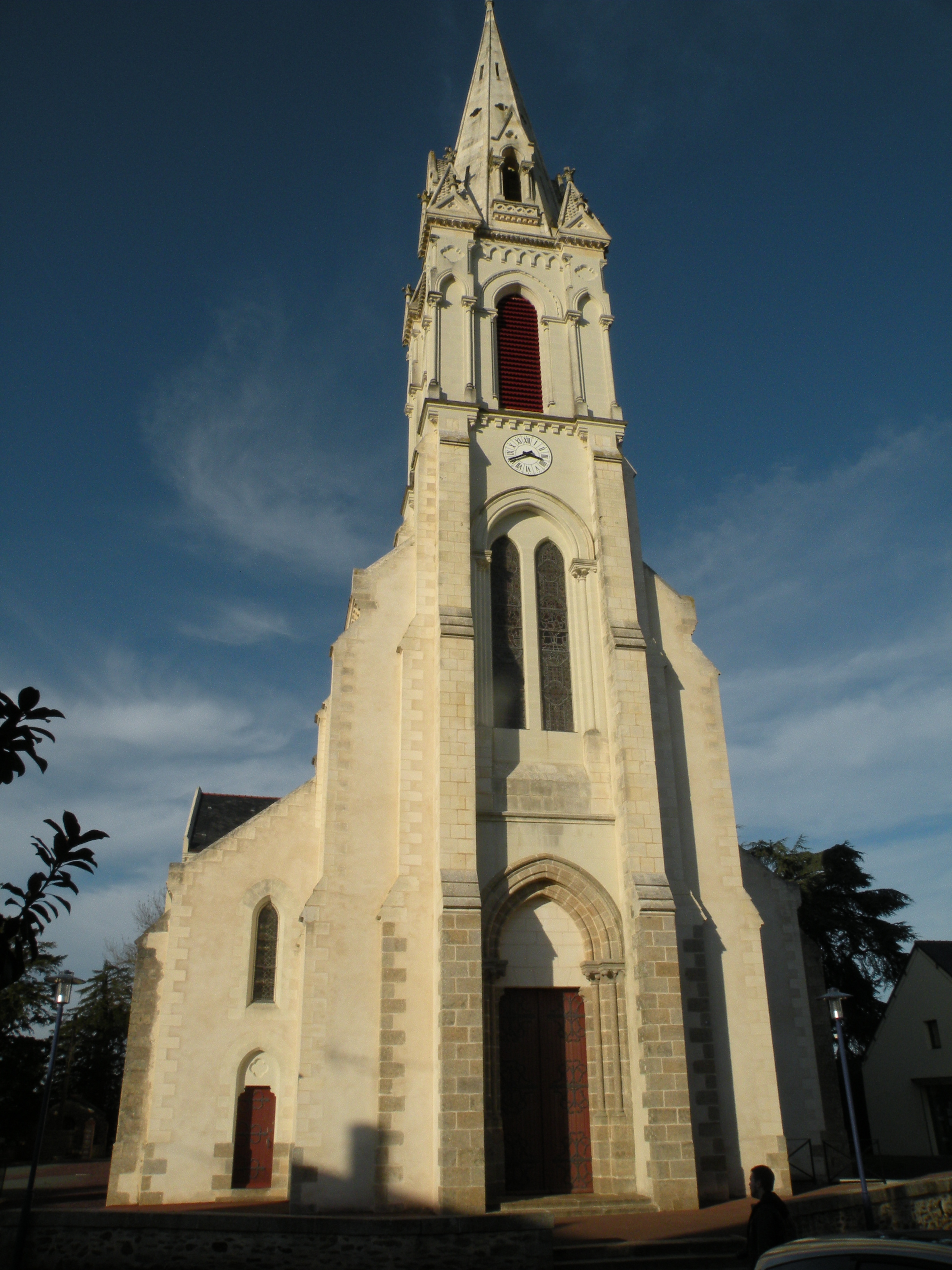
Kirche Saint-Méréac
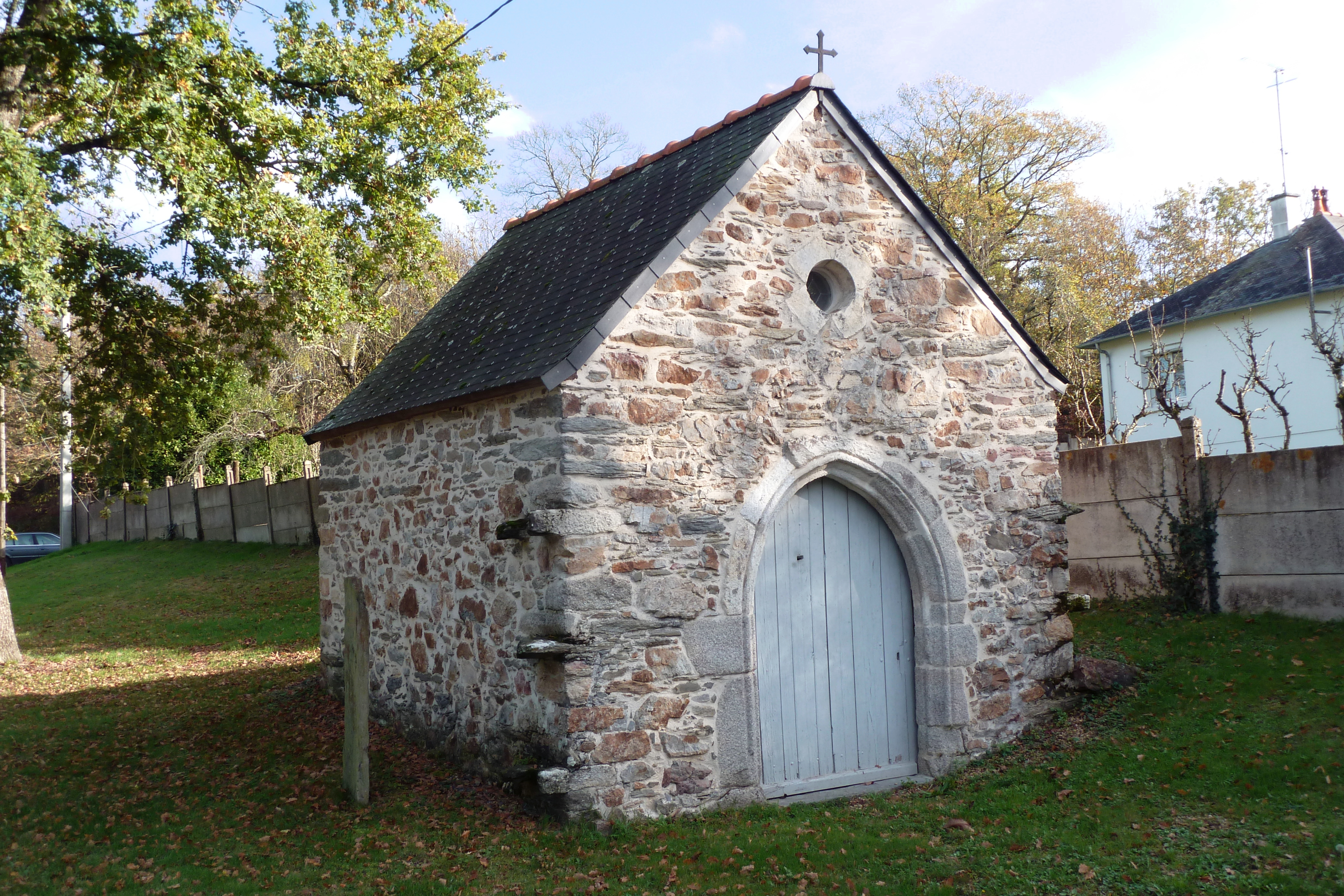
Kapelle Saint-Jacques
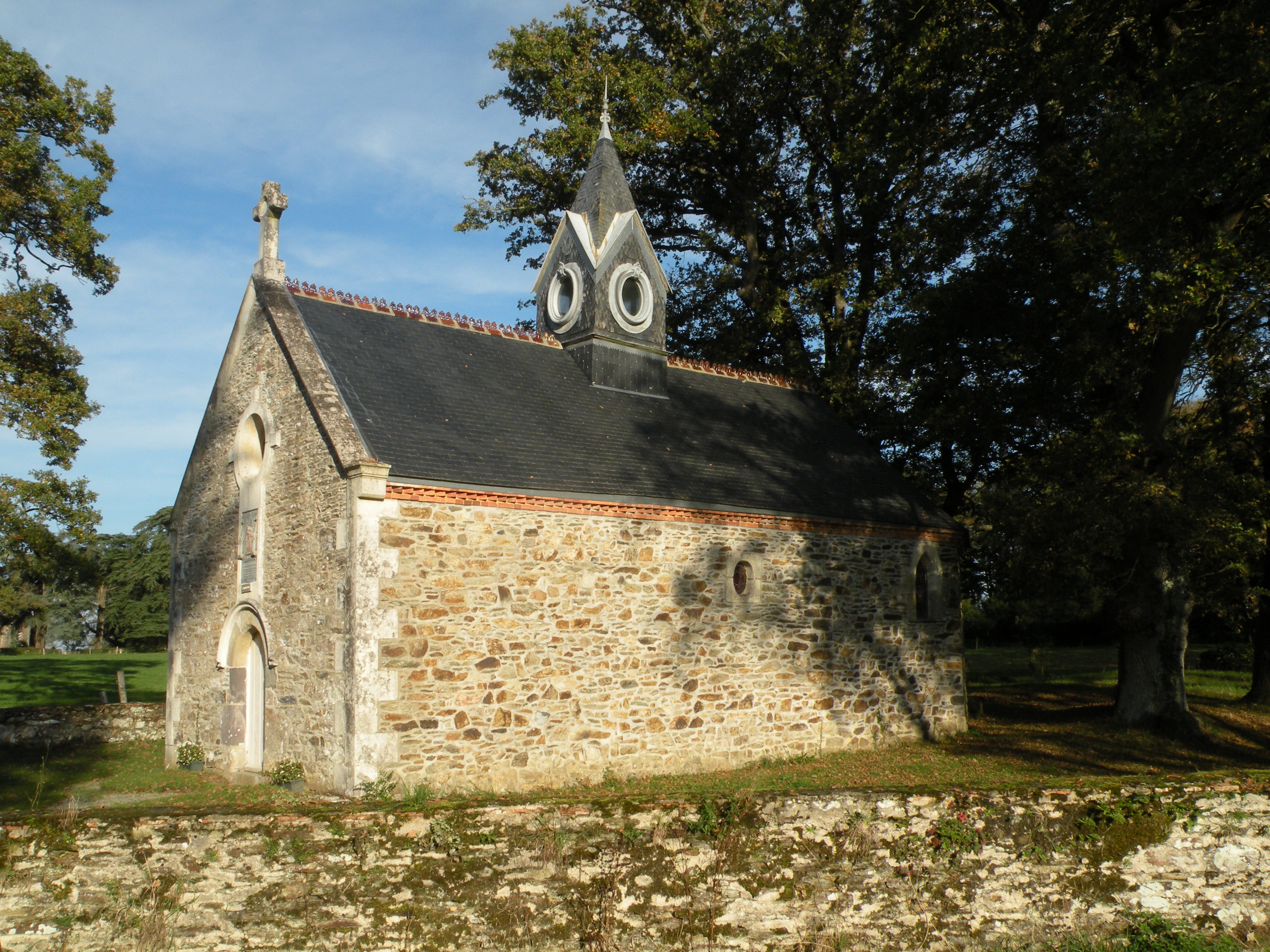
Kapelle Saint-Joseph
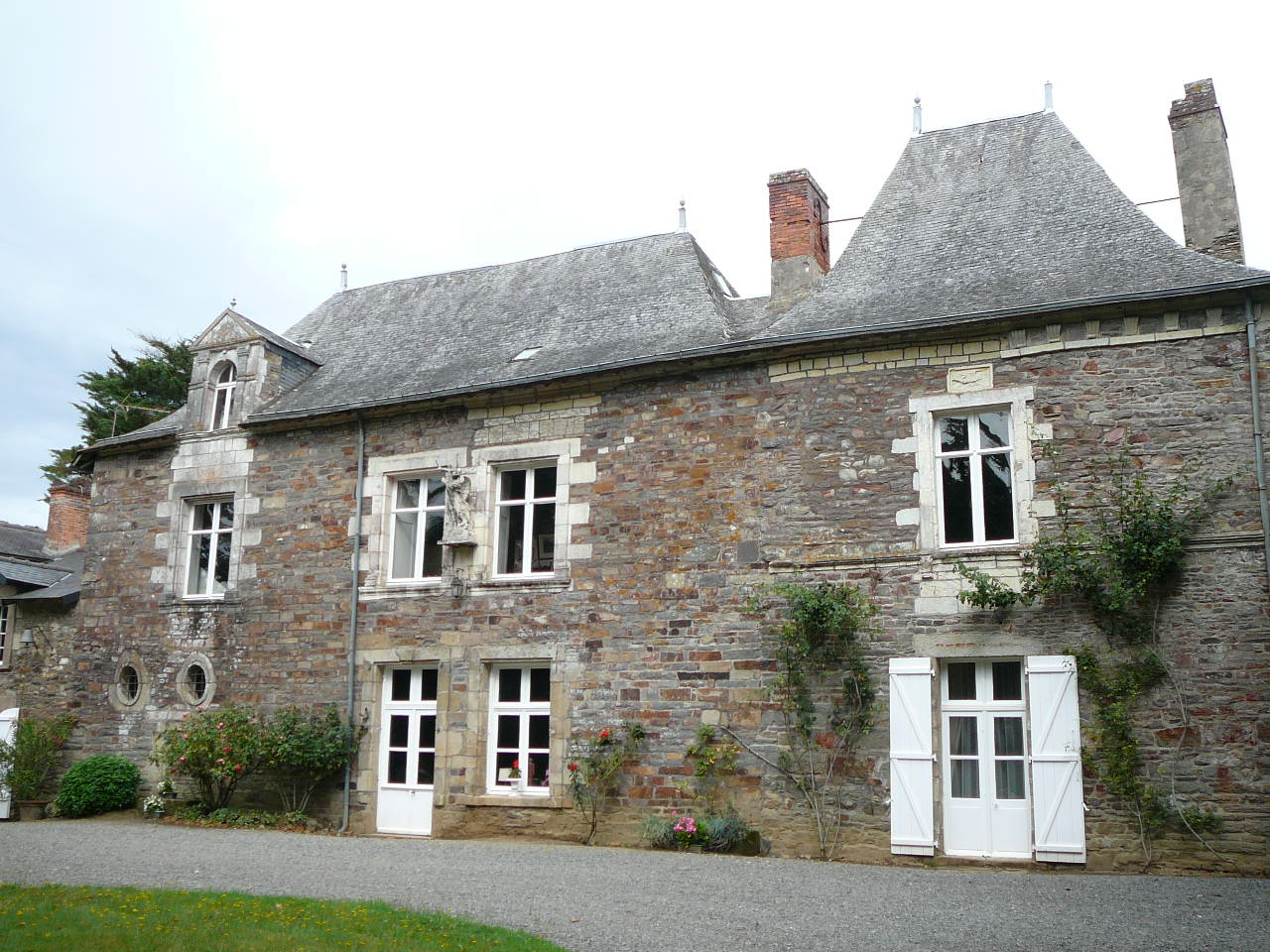
Schloss La Touche Saint-Joseph
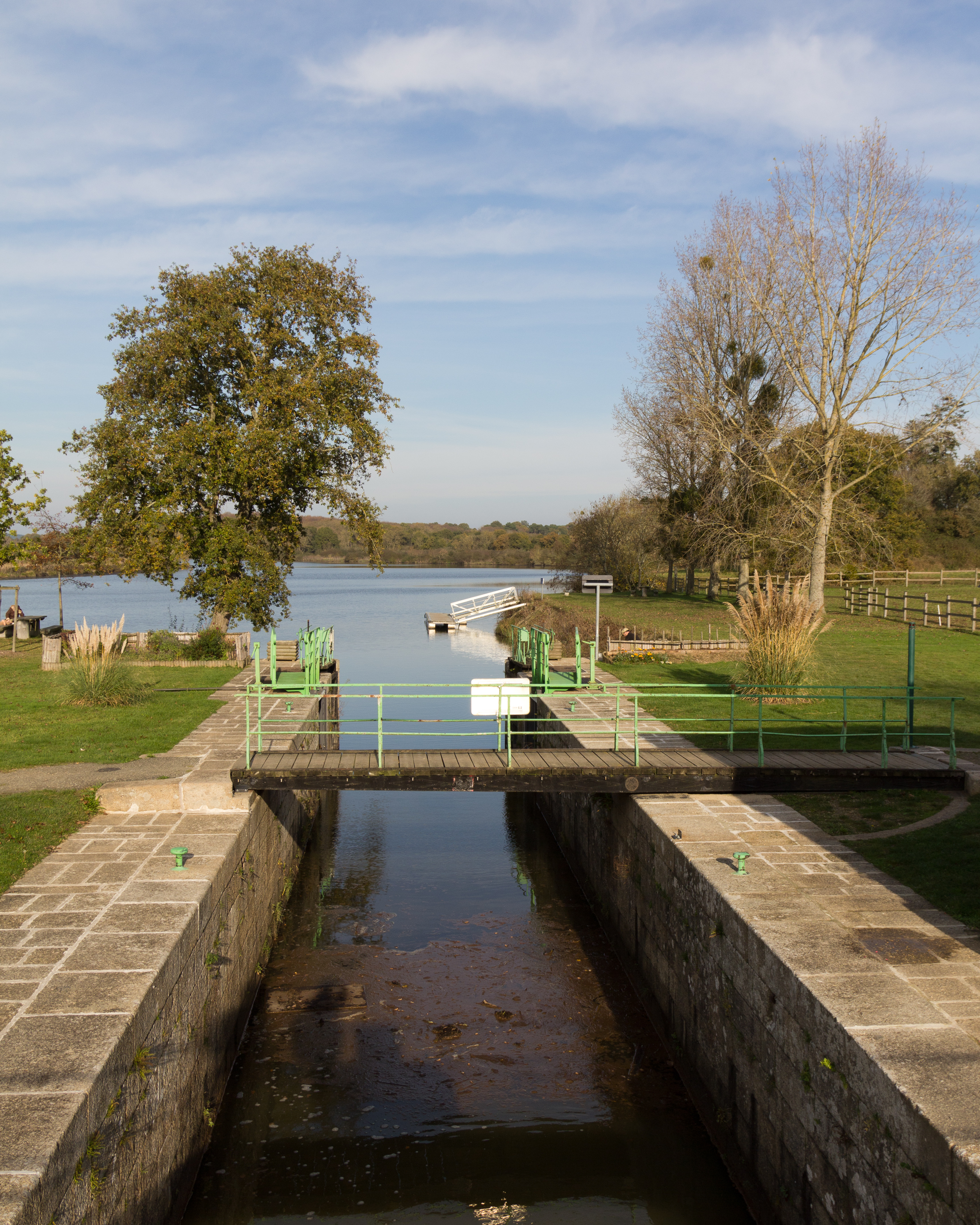
Kanalschleuse von Bellion